# علی‌آباد (بشاگرد)
علی‌آباد، روستایی در دهستان جکدان بخش مرکزی شهرستان بشاگرد در استان هرمزگان ایران است.

## جمعیت
بر پایه سرشماری عمومی نفوس و مسکن در سال ۱۳۹۵، جمعیت این روستا برابر با ۲۰۴ نفر (۵۳ خانوار) بوده‌است.